# FTI Consulting
FTI Consulting est un cabinet international de conseil basée à Washington DC. C'est l'une des plus grosses entreprises de conseil du monde spécialisées sur les questions de restructuration financière, d'investigation et de conformité. Elle est également présente sur le marché de la communication stratégique et, plus récemment, sur les métiers de la cybersécurité.
L'entreprise a été impliquée dans la gestion des faillites de Lehman Brothers et de General Motors ou encore dans l'enquête sur la fraude de Bernard Madoff.
FTI emploie plus de 8000 employés. La société est cotée sur le New York Stock Exchange.

## Histoire et acquisitions
À l’origine, la société, créée en 1982, s’appelait Forensic Technologies International. Ses deux fondateurs, Joseph Reynolds et Daniel Luczak, avaient comme objectif de créer un acteur en mesure d’aider les magistrats et les avocats sur des contentieux complexes, où la présence d’experts économiques ou technologiques devait permettre d’aider à la manifestation de la vérité.
Cotée à partir de mai 1996 après une première levée de fonds de 11 millions de dollars, elle est devenue la première société mondiale à entrer en bourse sur le créneau de l’intelligence économique.
Renommée FTI Consulting en 1998, la société s’est alors en partie réorientée vers le redressement économique des entreprises en difficulté, apportant un soutien aux actionnaires, aux investisseurs ou aux créanciers dans le cadre des procédures M&A, de faillite ou de liquidation.
En 2002, FTI Consulting fait l’acquisition d’une partie du fonds de commerce de PricewaterhouseCoopers pour récupérer l’intégralité de ses activités de redressement d’entreprises, à l’époque valorisée 250 millions de dollars. En 2003, FTI fait l’acquisition des activités de conseil aux litiges de KPMG. La même année, elle rachète ensuite la société Compass Lexecon, basée à Chicago.
Dans la première décennie des années 2000, FTI Consulting multiplie les acquisitions stratégiques : 
- Ringtail Solutions Group en 2005, avec l’objectif de mettre la main sur la suite logicielle Ringtail Discovery, qui fournit des outils d’e-discovery et de gestion de documents pour aider les cabinets d’avocats lors des missions contentieuses[13]
- Financial Dynamics, société anglaise spécialisée dans la communication stratégique, acquise en 2006[14]
- Schonbraun McCann, société de conseil en immobilier basée à New York, acquise en 2008[15]
- Forensic Accounting, un cabinet d’investigation comptable, acquis en 2008[16]
- FS Asia Advisory, société acquise en 2010, permettant à FTI Consulting de s’implanter en Asie[17]
- TLG Partners, cabinet basé à Londres, spécialisée sur les enquêtes d’opinion, acquis en 2014[18]
- En 2015, The Deal a désigné FTI Consulting comme le meilleur conseiller en restructuration au monde pour les entreprises en difficulté[19]

En 2007, FTI Consulting dépasse le milliard de dollars de chiffre d’affaires. En 2020, elle réalise 2,7 milliards de dollars de chiffre d'affaires. La société est valorisée plus de 5 milliards de dollars début 2022.

## Activités
L'entreprise, présente dans plus de 30 pays, délivre des services de conseil économique, conseil en restructuration, investigation, conformité, cybersécurité, affaires publiques et communication stratégique. Elle se positionne à la fois sur les métiers du conseil en stratégie et sur l'intelligence économique.

## Partenariats
FTI Consulting a noué de nombreux partenariats avec des entreprises et organisations. L'entreprise est membre du Forum économique mondial de Davos. Plusieurs membres de l'entreprise sont notamment apparu lors des conférences à Davos  sur des sujets de lutte contre la corruption et d'énergie